# 사나그주

사나그주

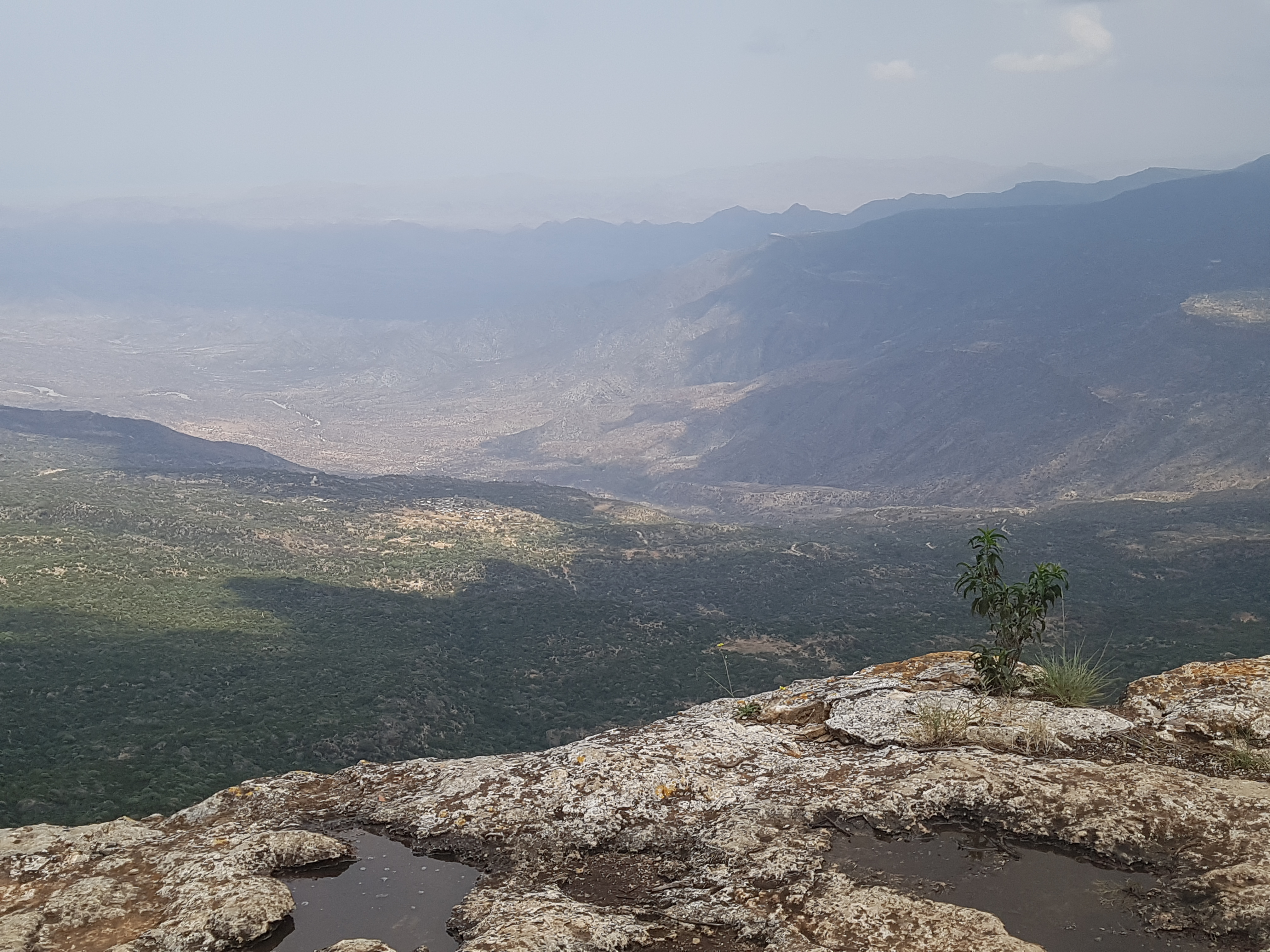
사나그주

사나그주(소말리어: Sanaag)는 소말리아 북부에 위치한 주로, 주도는 에리가보이다. 북쪽으로는 아덴만과 맞닿아 있으며 워코이갈베드주와 토그데르주, 솔주, 바리주와 인접해 있다. 이 곳은 현재 소말리아로부터 독립을 선언했지만 국제적으로 독립 국가로 인정받지 못하고 있는 소말릴란드의 지배하에 있다.